# Flair Airlines
Flair Airlines è una compagnia aerea low-cost canadese con sede a Edmonton, Alberta, con hub principale all'aeroporto Internazionale di Edmonton. La compagnia opera servizi passeggeri nazionali di linea e charter in Canada, USA e a livello internazionale.
Lo slogan dell'azienda è Plane and Simple. La compagnia aerea si autopromuove come l'unico vettore indipendente Ultra Low-Cost (ULCC) del Canada.

## Storia

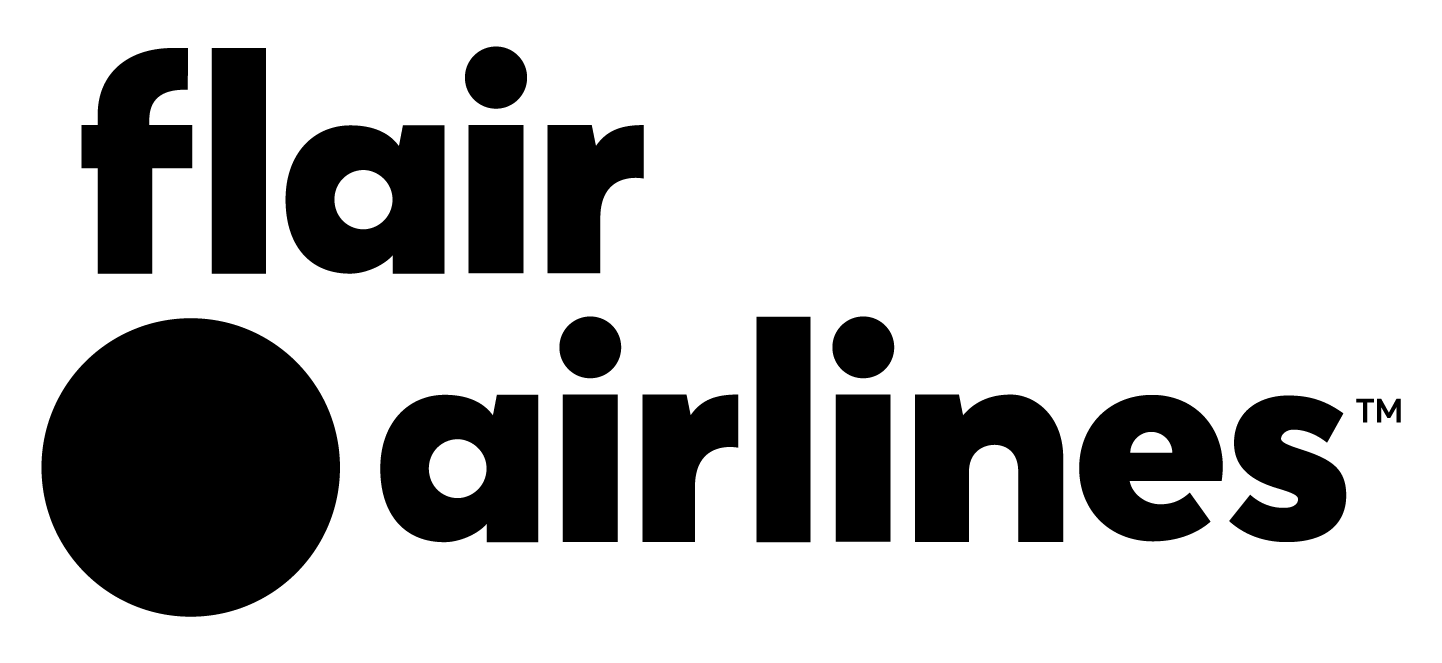
L'attuale logo della Flair Airlines svelato il 13 febbraio 2019

La compagnia aerea è di proprietà privata e ha iniziato ad operare il 19 agosto 2005 come Flair Air. Nel gennaio 2006, Transport Canada ha autorizzato la compagnia a operare servizi di linea all-cargo tra Cuba e il Canada, per conto di Cubana de Aviación, fino al 7 aprile 2006. Opera anche alcuni voli passeggeri per conto di Cubana.

### 2005-2008
Flair Air operava con due Boeing 727-200, uno per i movimenti di passeggeri e l'altro per i servizi di trasporto merci.
Flair iniziò a fornire servizi di trasporto della forza lavoro e alle principali società di costruzioni in tutto il Canada.

### 2008-2019

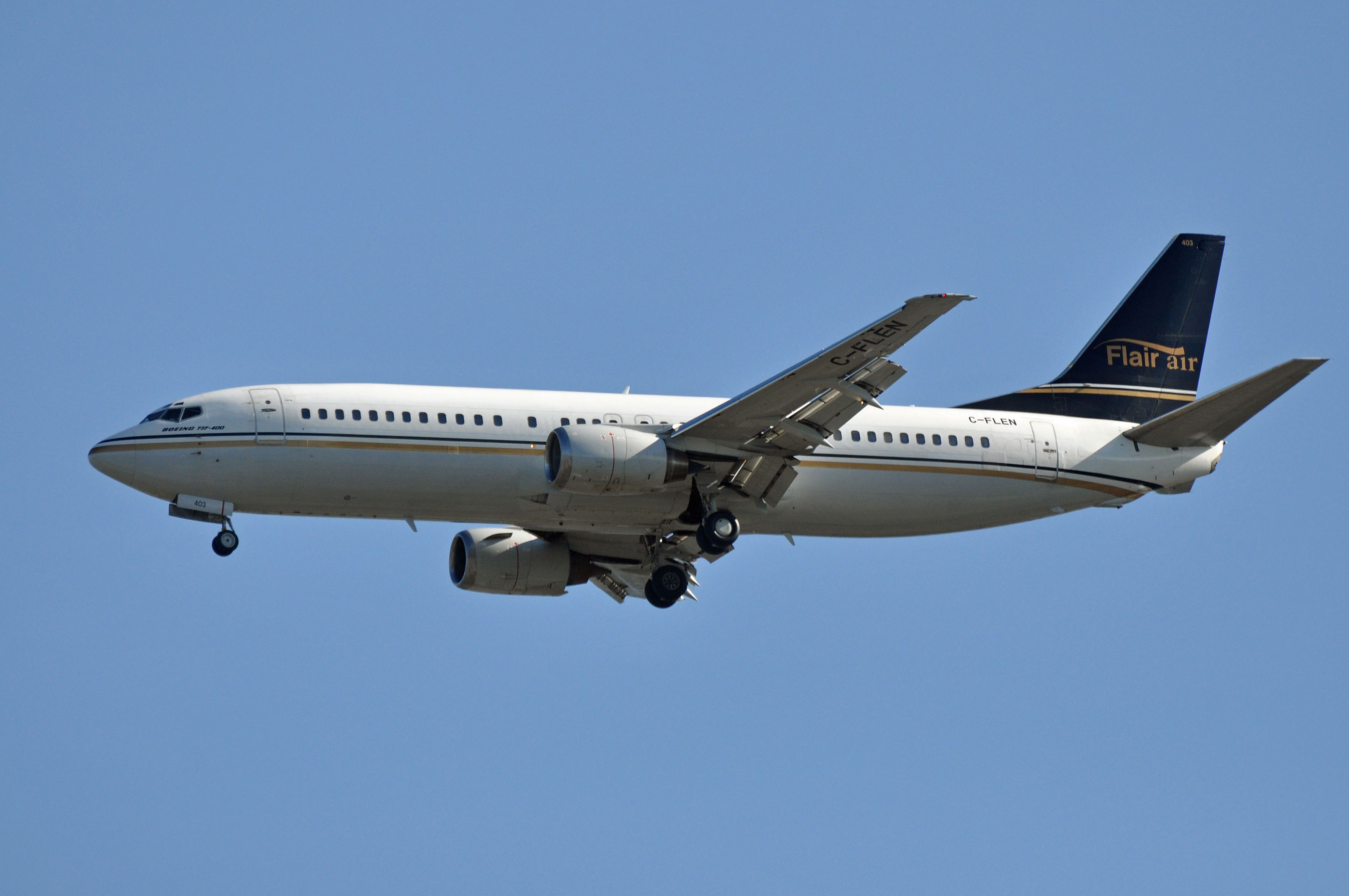
Un Boeing 737-400 nella livrea pre-2017.

Flair ha iniziato ad aggiungere Boeing 737-400 alla sua flotta nel 2008 per sostituire i 727-200. La compagnia aerea ha continuato ad aggiungere questi aeromobili fino alla consegna di un quinto esemplare nel 2015. Nel giugno 2017, Flair ha annunciato di aver acquistato le attività della compagnia NewLeaf con sede a Manitoba - Flair era stato l'operatore dei voli di NewLeaf, poiché non era autorizzato come una compagnia aerea. Flair ha mantenuto l'85% dell'ex personale di NewLeaf nell'acquisizione.
Nel gennaio 2014, Flair ha acquisito un Embraer 175 e un Dornier Do 328 in versione VIP. Entrambi sono stati ritirati nel settembre del 2016.

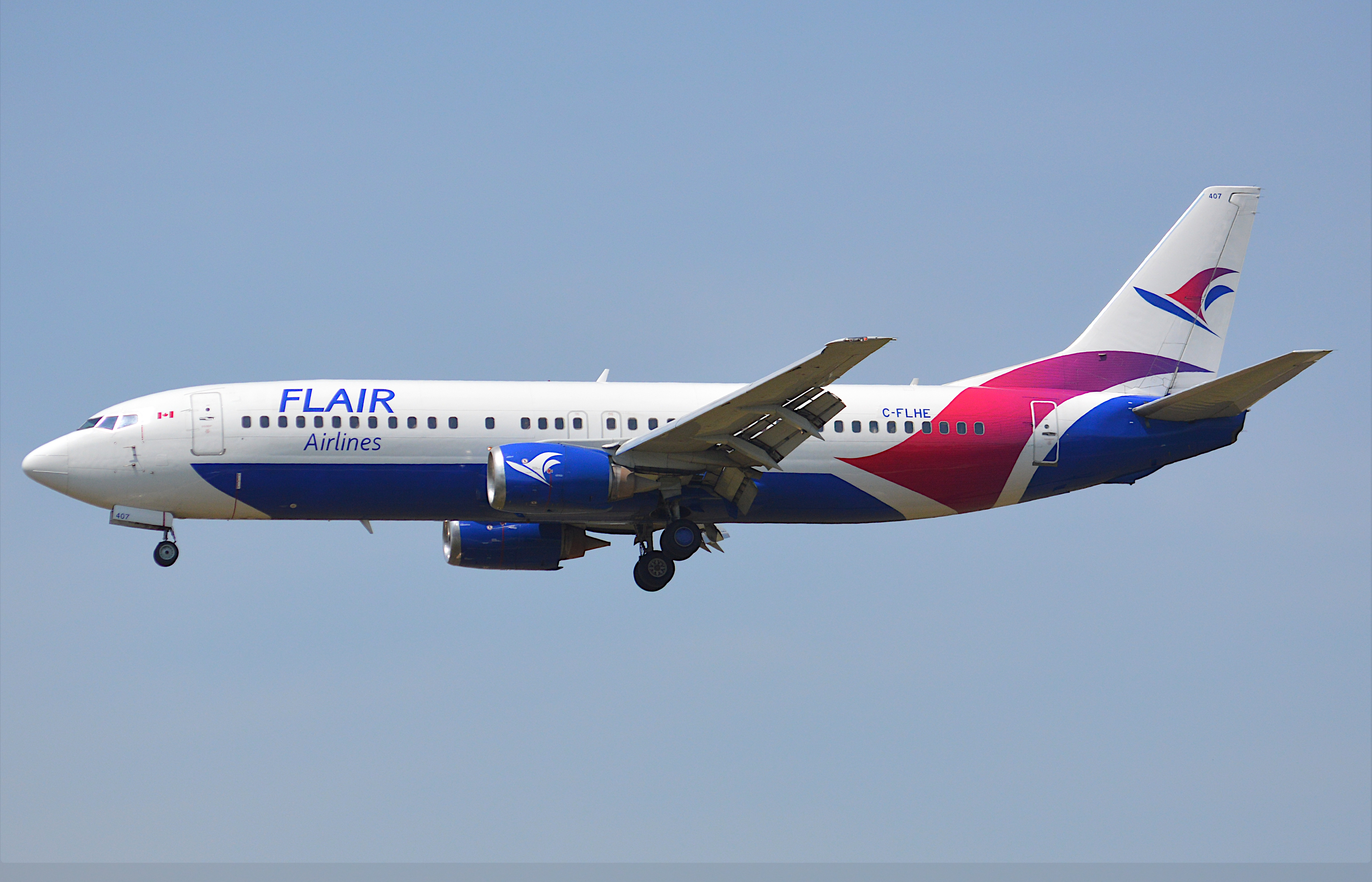
Un Boeing 737-400 nella livrea 2017-2019.

Alla fine del 2017, Flair Air è diventata Flair Airlines, ha presentato una nuova livrea, ha acquisito ulteriori aeromobili e ha annunciato l'intenzione di aggiungerne altri nel 2018 e nel 2019. Altri due 737-400 sono arrivati alla compagnia aerea a dicembre 2017.
Nel 2018, Flair ha trasferito la sua sede dall'aeroporto Internazionale di Kelowna all'aeroporto Internazionale di Edmonton e 777 Partners ha investito in Flair con l'obiettivo di costruire un vettore canadese a basso costo.
Nel dicembre 2018, Flair ha ricevuto tre Boeing 737-800 in leasing. Questi sono stati restituiti al locatore, Smartwings, nel 2019, quando altri 737-800 sono arrivati alla compagnia aerea.

### 2019 e rebranding
Nel febbraio 2019, Flair ha subito un restyling, cambiando i suoi colori distintivi da viola e rosso a verde acido e nero. Il restyling ha portato una nuova livrea, applicata ai tre 737-800 in flotta. Nel settembre 2019 sono state lanciate anche nuove divise per gli assistenti di volo.
Nel febbraio 2020, Flair ha offerto viaggi illimitati sotto forma di un pass una tantum di 90 giorni valido tra il 13 febbraio e il 13 maggio 2020.
Flair ha ritirato il suo ultimo Boeing 737-400 nell'agosto 2020 a causa della pandemia di COVID-19.
Nel gennaio 2021, Flair ha annunciato un ordine per 13 Boeing 737 MAX 8, un primo passo nel piano della compagnia aerea di crescere fino a 50 aeromobili entro 5 anni. L'aereo sarà noleggiato dal partner finanziario 777 Partners. Il primo di questi aerei è arrivato a maggio 2021, con un totale di 8 in arrivo nei mesi estivi. I restanti arriveranno negli anni successivi. L'ordine completo di 777 Partner consisteva in 24 MAX 8, con opzioni per altri 60. Questo ordine è arrivato in un momento cruciale per Boeing, poiché si trattava di un rinnovamento delle operazioni a seguito di un fermo di questo tipo di aereo durato mesi. Tutte le future consegne di aeromobili a Flair saranno dipinte con una livrea aggiornata, che include i caratteristici colori verde acido e nero, oltre a sottili riflessi di viola chiaro. Flair ha ordinato altri 14 Boeing 737 MAX 8 nel dicembre 2021.
Nel marzo 2022, la Canadian Transportation Agency (CTA) ha stabilito che Flair non stesse rispettando la legge che richiede che il controllo da parte di canadesi e ha affermato che la licenza operativa poteva essere sospesa. Flair ha negato che la violazione della norma e ha chiesto un'esenzione di 18 mesi per affrontare i problemi normativi. Il CEO di Flair, Stephen Jones, ha dichiarato che la società avrebbe rivisto il suo consiglio di amministrazione e rifinanziato il suo debito per ridurre l'influenza straniera sulla società. Il National Airlines Council of Canada, che rappresenta Air Canada, Air Transat e WestJet, ha rilasciato una dichiarazione chiedendo al CTA di respingere la richiesta di Flair. In una dichiarazione rilasciata il 21 aprile, Jones ha affermato che la compagnia aerea aveva "zero possibilità" di perdere la licenza operativa e ha criticato la mancanza di concorrenza nell'industria aerea canadese. Il 1º giugno 2022, la CTA ha consentito a Flair di mantenere la sua licenza operativa dopo aver concluso che la compagnia aerea era di proprietà canadese.
L'11 marzo 2023, Airborne Capital Ltd. ha sequestrato quattro dei suoi aerei gestiti da Flair per presunti mancati pagamenti. In una conferenza stampa, l'amministratore delegato di Flair, Stephen Jones, ha riferito che i sequestri erano motivati dalla concorrenza e che stava per effettuare il pagamento quando sono avvenuti i sequestri. Il locatore ha affermato che Flair ha ripetutamente mancato pagamenti per diversi milioni di dollari per un periodo di cinque mesi.

## Charter

### Trasporti di forza lavoro
Tra il 2007 e il 2010 Flair è stato il fornitore esclusivo di trasporto con grandi velivoli per il progetto della Shell Albian Sands, ove, al suo culmine, la linea aerea trasportò oltre 10.000 lavoratori edili al mese da 14 punti del Canada ove veniva realizzato il progetto Shell, a nord di Fort McMurray, Alberta.
Il 7 ottobre 2013, Flair Airlines ha annunciato di aver stipulato un accordo decennale con Shell Energy Canada Ltd. per fornire servizi esclusivi di trasporto aereo charter all'interno del Canada. Flair avrebbe fornito la pianificazione della logistica, le prenotazioni dei passeggeri e l'approvvigionamento di aeromobili charter di terze parti; tutto ciò sarà realizzato da una nuova società di servizi di trasporto della forza lavoro chiamata North Sands Air Services Ltd.

### Viaggi intorno al mondo
Nel settembre 2010, Flair Air fu contattata da una compagnia di viaggi con sede nell'Ontario per realizzare un programma di voli intorno al mondo. Il programma comprendeva viaggi in 14 paesi del mondo. Flair riconfigurò uno dei suoi Boeing 737-400 da 158 sedili di classe economica a 76 sedili di business class, ottenendo poi le autorizzazioni necessarie per operare in ciascuno dei 14 paesi.
Nel 2011, Flair Airlines operò su 14 nuove destinazioni e nel 2013 10 nuove destinazioni in Sudamerica.

### Charter per il governo
Flair Airlines ha fornito trasporto aereo per il personale del Dipartimento della difesa nazionale canadese e per altri dipartimenti del Governo federale.

### ACMI Charter
Flair offre anche un servizio di velivoli, equipaggi, manutenzione e assicurazione che fornisce al cliente un servizio "chiavi in mano" di noleggio di velivoli.
Flair Airlines fornisce voli singoli (ad hoc) o in serie. Essa opera anche voli per conto di altre aerolinee canadesi, compresa Air Transat.

## Flotta

### Flotta attuale

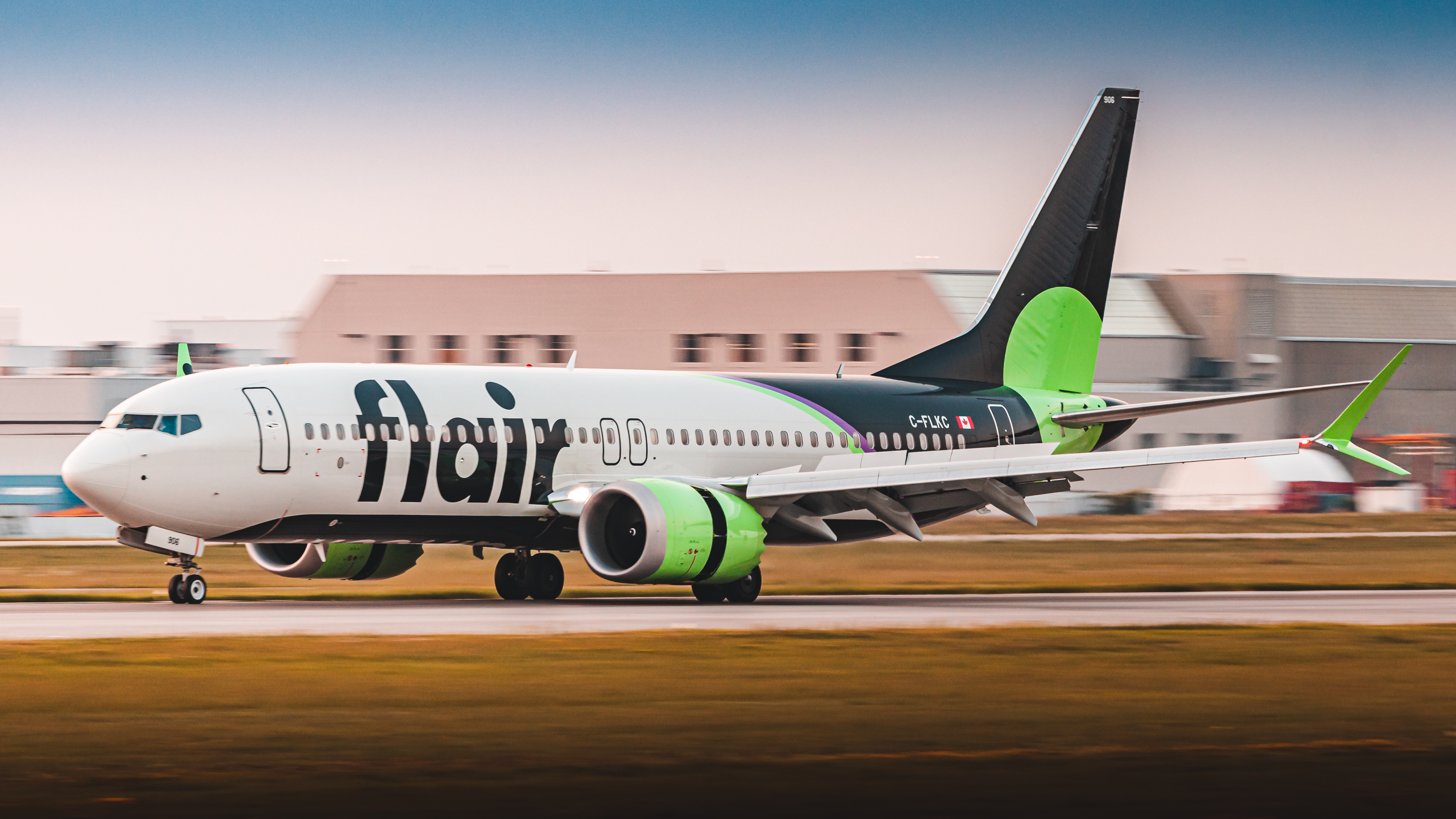
Un Boeing 737 MAX 8.

Ad ottobre 2024 la flotta di Flair Airlines è così composta:

### Flotta storica

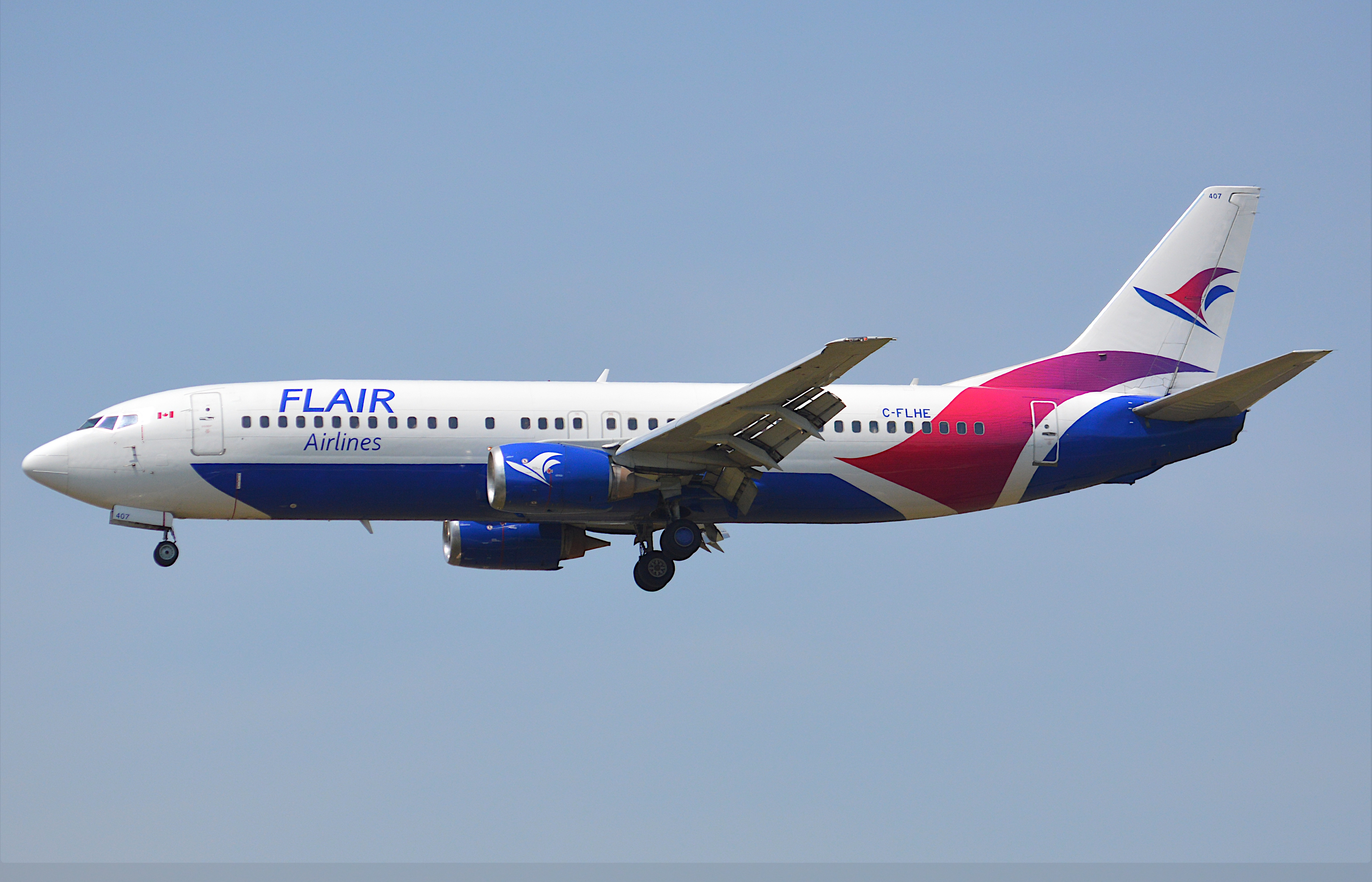
Un Boeing 737-400 nella vecchia livrea.

Flair Airlines operava in precedenza con i seguenti aeromobili: